# Chart Korbjitti
Chart Korbjitti (thai: ชาติ กอบจิตติ), född 25 juni 1954 i Samut Sakhon är en thailändsk författare.
Korbjitti slog igenom år 1981 med romanen Khamphiphaksa (Domen) för vilken han tilldelades S.E.A. Write Award året därpå. Han fick sitt andra S.E.A. Write Award år 1994 för romanen Wela (Tid) och utnämndes år 2004 till "nationalkonstnär" i litteratur. Inga av Korbjittis verk finns idag översatta till svenska, men flertalet finns tillgängliga på engelska.

## Biografi
Chart Korbjitti föddes i Khlong Sunak Hon i Samut Sakhon. Han är grundare av bokförlaget Samnakphim Hon, som publicerar alla hans verk.